# Brian Steidle
Brian Steidle es activista de derechos humanos, periodista, fotógrafo y autor que se encargó en dar a conocer el conflicto de Darfur en Sudán. Steidle fue autor del libro, The Devil Came on Horseback, que trata sobre su experiencia. Se convirtió en un documental que se estrenó en Sundance en 2007.
Steidle ha compartido su experiencia en Darfur con los jefes de Estado de Estados Unidos y de países del extranjero. Se ha dirigido al Congreso de los EE. UU. y a las Naciones Unidas. Actúa como conferencista y asesor de varias organizaciones no gubernamentales a razón de sus esfuerzos humanitarios en África y otras naciones.
Antes de su trabajo en Darfur, Steidle, hijo de un alto oficial de Marina de los EE. UU., sirvió en el Cuerpo de Marines de Estados Unidos desde 1999 hasta 2003, completando su servicio con el grado de capitán.

## Trabajo en Sudán
Finalizado su servicio, fue contratado en los montes Nuba de Sudán para trabajar en la Misión Militar Conjunta, colaboración formada por 12 países europeos, los EE. UU. y Canadá, para dar seguimiento al cese del fuego de norte a sur, actualmente en Acuerdo General de Paz. Comenzó como jefe de equipo de cuatro hombres negociando directamente las situaciones de tensión. Ascendió a comandante de sector y posteriormente, se convirtió en oficial superior de operaciones para toda la misión militar conjunta durante los 7 meses.

## Darfur
En septiembre de 2004, a la edad de 27, Steidle aceptó la misión de ser uno de los tres observadores militares de EE. UU. para la Unión Africana en la región de Darfur, en Sudán occidental. Su función consistió en supervisar el alto al fuego entre los dos principales grupos rebeldes y el Gobierno de Sudán. Adicionalmente, cumplía con la función de asesorar a la UA sobre el personal de EE. UU., en operaciones, logística e inteligencia. Steidle fue testigo de los asesinatos de miles de personas, pero no se le permitió intervenir, a pesar de que fotografió los actos. Después de que su contrato de 13 meses en Sudán se completara, Brian renunció al cargo y regresó a Estados Unidos para hablar sobre dichos acontecimientos.
Steidle regresó a Chad en 2006 para documentar y dar a conocer los acontecimientos que tuvieron lugar allí. Escribió sobre sus experiencias en Darfur en su libro The Devil Came on Horseback que hace referencia a la facción Janjaweed que ha sido responsable de gran parte del genocidio cometido en Darfur, fue ganador de un premio y nominada al Emmy. También se produjo un documental con mismo título sobre la historia de Steidle. La película es una producción de Break Thru Films en asociación con Global Grassroots y Three Generations. La película recibió una importante financiación, en la que se incluye las donaciones de caridad de la Save Darfur Coalition y el Festival de Cine de Sundance. Steidle aparece a lo largo de la película, narrando lo presenciado y entrevistando a los sobrevivientes en Darfur.

## Estados Unidos
Desde su regreso a Sudán, Steidle ha sido ponente en más de 500 lugares diferentes, entre los que se encuentran la Escuela de Leyes de Harvard, Princeton, UCLA, West Point y la Academia Naval de los EE. UU. Su libro ha sido incorporado en varios de estos currículos escolares. Ha testificado en el Congreso de los EE. UU., Reino Unido, el Parlamento, y en la Convención de la ONU de Derechos Humanos concienciando sobren las violaciones de derechos humanos y atrocidades cometidas en Sudán. Actuó como oficial de seguridad y logística para varias organizaciones no gubernamentales durante los viajes a Chad, Kenia y Ruanda, donde coordinó los aspectos de la planificación de rutas, planes de contingencia, planes de evacuación, amenazas a la seguridad, logrando proteger a la organización en un ambiente hostil mediante operaciones diarias, semanales y mensuales bien estructuradas.
Steidle, es un africano experto en proporcionar orientación y asesoramiento estratégico a las ONG, la Corte Penal Internacional, el Departamento de Estado, del Departamento de Defensa, SOCOM, EUCOM, AFRICOM, el ICE y el DHS en materia de; recopilación de inteligencia, operaciones de las ONG, eficacia de la UA, crímenes de guerra, violaciones de los derechos humanos y de las operaciones militares en Sudán. También proporcionó su apoyo a la Paz de Entrenamiento de Operaciones de la Fuerza de Defensa de Malawi en 2009, antes de su despliegue en Chad de Pascua.

## Haití
Desde enero a mayo de 2010, Steidle actuó como consultor y voluntario en Puerto Príncipe, Haití, tras el devastador terremoto. Ayudó a las fuerzas de seguridad de EE. UU. en la ejecución de los planes de protección de fuerza del gobierno estadounidense y de organizaciones no gubernamentales. También desarrolló, planificó, coordinó y ejecutó planes de evasión para diversas ONG. Steidle, dirigió su esfuerzo en la búsqueda, rescate, y recuperación en el Hotel Montana, Petionville, Haití.
Este fue su propósito amigo que estaba llevando a cabo la instalación solar desapareció tras el terremoto. Además de esto coordinó la transportación, seguridad, apoyo y orientación a las organizaciones no gubernamentales y voluntarias. Usando su experiencia militar y el deseo de ayudar a aquellos menos afortunados, asesoró al Ministerio de Justicia de Haití, al Jefe de la Policía y a los Comandantes de SWAT durante las investigaciones del tráfico de personas. Colaboró en el suministro e instalación de la iluminación solar y las estaciones de carga en Puerto Príncipe, Haití, así como en la construcción de filtros de agual lentos de arena. Logró mediante la novedosa tecnología de Water Box proveer agua limpia a cientos de familias y realizó un análisis inicial de la instalación de plástico reciclable en PaP para inversores potenciales.
Brian continúa asesorando a las ONG y a organizaciones gubernamentales en asuntos humanitarios, en operaciones de apoyo a la paz, política, seguridad, así como, en investigaciones, recopilación de inteligencia y en operaciones nacionales y extranjeras.